# Artesanía y arte popular en Jalisco

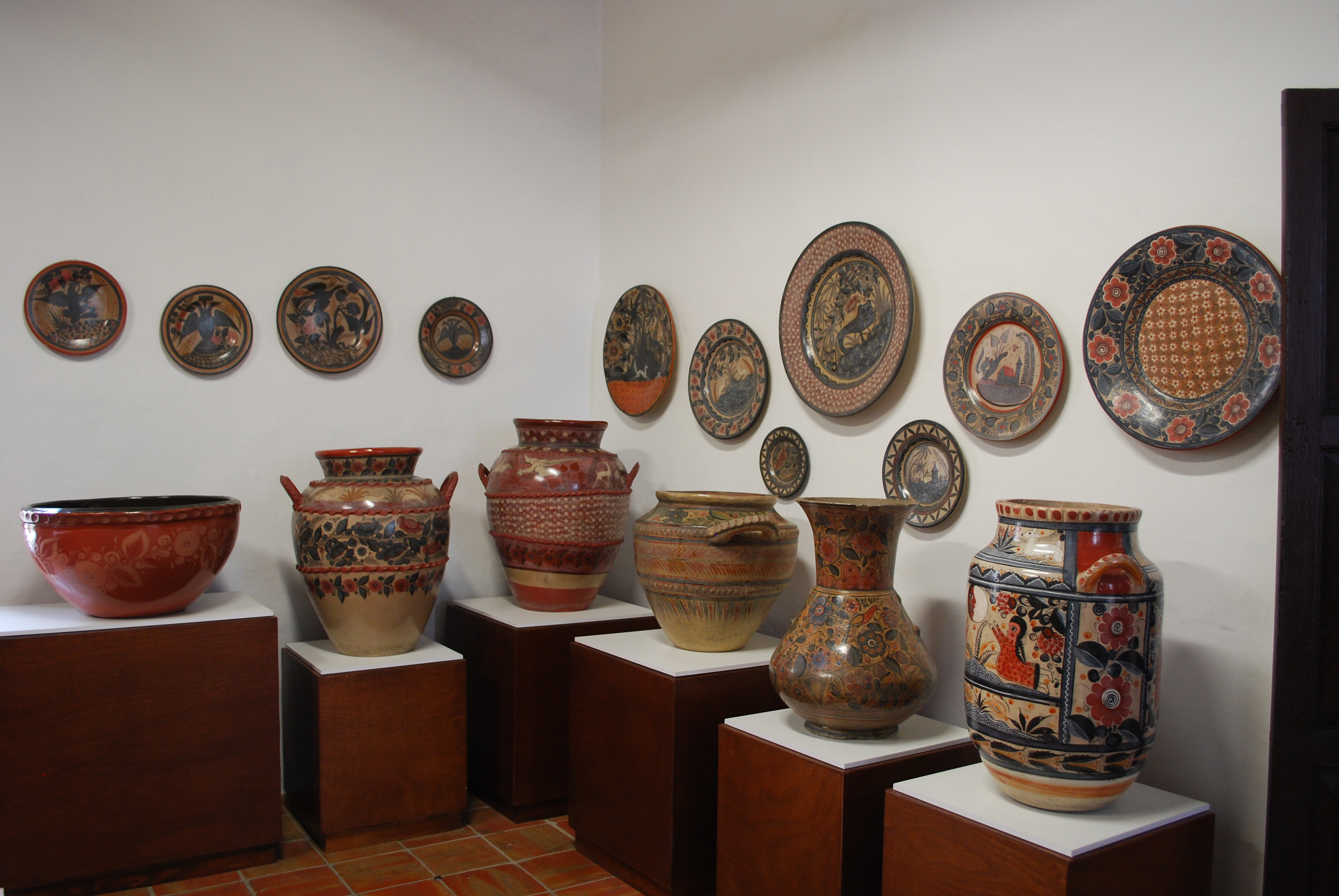
Uno de los cuartos dentro del Museo Nacional de Cerámica en Tonalá, Jalisco.

La artesanía y arte folclórico de Jalisco es notable entre las tradiciones artesanales de México. El estado es uno de los principales productores de artesanías, las cuales destacan por su calidad. La tradición artesanal principal es la cerámica, misma a la que se han dedicado un cierto número de ceramistas destacados, incluyendo a Jorge Wilmot, quien introdujo el trabajo a fuego alto en el estado. Además de la cerámica, el estado también se dedica a la fabricación de vidrio soplado, textiles (incluidos los sarapes), muebles de madera (incluida la silla equipal), canastas, objetos de metal, piteado y arte huichol.

## Estatus
Jalisco obviamente es uno de los principales productores de artesanía y arte folclórico en México, junto con Michoacán y Oaxaca. En este estado se producen una gran cantidad de artesanías tradicionales que destacan por su calidad. La mayoría de estas son fabricadas y vendidas dentro de la zona y alrededor de la capital de Guadalajara, la cual es el principal foco de comercio en el Oeste de México. Además de proveer trabajos directos, la manufactura y las venta de artesanías es un componente importante de la industria del turismo en el estado.
Las tradiciones artesanales más antiguas se extienden al periodo prehispánico. Sin embargo, muchos de los diseños y formas vistas hoy en día fueron desarrolladas durante el periodo colonial, no obstante, su reputación moderna es principalmente debida a los esfuerzos de Jorge Wilmot, quien se mudó a Tonalá en los años 50 después de estudiar la cerámica en Europa y Asia. En dicha ciudad y en Tlaquepaque, él introdujo técnicas de cerámica modernas, especialmente la del gres al fuego alto. Este expandió el área de producción, desde ollas y jarras hasta juegos completos de platos, vasos grandes, mosaicos, tejas y más. Por su trabajo, Wilmot fue reconocido con el Premio Nacional de Ciencias y Artes (México) en 1997.
Los esfuerzos de Wilmot fueron completados por gobierno estatal, para preservar y promover las tradiciones de artesanía en Jalisco. Tlaquepaque es la casa del Museo Regional de Cerámica, el cual fue fundado en 1964 por el Patronato de Artes e Industrias Populares, bajo el gobernador Agustín Yáñez. El museo exhibe los mejores ejemplos de la cerámica en el estado.  En 1965, Jalisco fue uno de los primeros estados en organizar una institución local, el Instituto de la Artesanía Jalisciense, para hacer investigación sobre este tipo de arte, organizar a los artesanos y a los bienes del mercado estatal. La institución comenzó como La Casa de las Artesanías, construida en los años 60 junto con otros proyectos de labor pública.
Alrededor de 75,000 artesanos se encuentran activos en el Instituto Jalisciense de Artesanías. Sin embargo, alrededor de la mitad de estos tienen más de 60 años y aquellos por debajo de los 30 años están abandonando sus vocaciones. La principal razón de ello es la economía, dado que la mayoría obtuvieron salarios de subsistencia menores a los de otras ocupaciones. Además, las artesanías de Jalisco se enfrentan a la competencia de las imitaciones importadas, principalmente provenientes de Asia. Un área que es particularmente susceptible es el Mercado de los Nacimientos Navideños y las Figuras Religiosas.
El estado busca preservar este arte al registrar a los artesanos para propósitos de investigación y de asistencia, en especial a los más jóvenes. El apoyo incluye materias primas, equipo, entrenamiento y publicidad. Por otra parte, el estado patrocina eventos tales como "Jalisco es Artesanía" donde se busca promover los trabajos producidos los 60 municipios de todas las regiones del estado, como parte de los esfuerzos para mejorar la economía de las áreas rurales, principalmente.

## Manufactura y tradiciones

### Cerámica
La tradición más importante de Jalisco es la cerámica, misma que tiene fama nacional. Esta produce una gran variedad de piezas, tanto decorativas como utilitarias, incluyendo tejas, accesorios de baño, vasos, platos, contenedores, botes, jarras, discos, figuras, ollas y tinas. La mayoría de la producción proviene del Valle de Atemajac, particularmente los pueblos de Tlaquepaque y Tonalá, los cuales han creado algunas de las más distintivas técnicas de alfarería y estilos decorativos en el país.
La alfarería tradicional surge en el periodo colonial. La técnica de bandera es nombrada por el rojo, blanco, y a veces verde en los motivos decorativos de pintura, en honor a la bandera de México. Esta es la especialidad de Tonalá. El canelo es una técnica nombrada de acuerdo al color marrón de las artesanías. Consiste en un acabado poroso,  frecuentemente usado en cántaros y jarras, el cual mantiene fríos los líquidos. El betus es una manufactura barnizada y pasada por el fuego dos veces, esta utiliza el aceite "betus, derivado de la resina de pino. Su producción se lleva a cabo principalmente en Tonalá y Santa Cruz de las Huertas y se usa, principalmente, para hacer figuras de animales y humanos. El bruñido, también especialidad de Tonalá, es una de las técnicas del estado más antiguas, nombrada a partir del pulido (o bruñido) realizado para dar brillo en vez de barnizado; este se lleva a cabo con una mezcla de arcilla de colores blanco y negro, la cual es pintada con imágenes de ciervos y flores. La técnica del petatillo está relacionada con la anterior, en esta la arcilla es también bruñida y distinguida por medio del uso de escotillas finas en forma de cruz en áreas que no están pintadas con imágenes, comúnmente animales y plantas. Otros dos estilos tradicionales de la arcilla son el "de lumber", que se usa para hacer ollas de cocina, así como el "de matiz", que utiliza una especie de arcilla cremosa con decoraciones en negro, rojo o verde y es, a menudo, usada para hacer figuras de la historia de México.
Innovaciones más recientes a la producción de la cerámica incluyen el estilo mayólica negra, blanca o verde, con poca o ninguna decoración, además de piezas moldeadas a fuego alto, tales como el caolín o el gres. Esta cerámica avanzada fue introducida a mediados del siglo XX y es principalmente producida en Tlaquepaque y Tonalá.
La larga historia de la producción de cerámica en el estado ha resultado en un número alto de ceramistas notables. La familia de Pablo Jimón es notoria por los trabajos de bruñido, especialmente jarras y piezas de "granada". Amado Galván es otro personaje importante en el trabajo de bruñido en jarras, figuras de animales y tinas grandes.

### Madera
La madera es trabajada en varias comunidades para hacer distintos tipos de productos, incluidos muebles, juguetes y utensilios de cocina; el estilo más común es la mueblería de distintos tipos. La pieza más conocida producida en el estado es la silla equipal, la cual tiene forma redonda y posee tiras de madera y asiento de piel. Esta silla es común en los restaurantes mexicanos en México y Estados Unidos, además de ser popular en los jardines y terrazas. El principal centro de su producción es Zacoalco de Torres, donde numerosas familias las fabrican. Estas fueron originalmente sillas ceremoniales, reservadas para sacerdotes y miembros de la nobleza. La madera proviene de un árbol llamado el Palo Dulce, con secciones rebanadas por medio de un machete curvo y acomodado para formar la base y el soporte. El asiento y otras partes de la silla a veces son hechas o cubiertas con piel; estas son usualmente colocadas alrededor de una mesa circular. Otro productor es Jalostotitlán, notoria por su trabajo de marquetería para la elaboración de muebles y lámparas de alta calidad; sin embargo, la producción ha disminuido debido a la dependencia de la madera de sabina, la cual se ha vuelto escasa.
Teocaltiche es conocido por su producción de pequeños objetos de madera, especialmente las piezas torneadas, dentro de las que se incluyen miniaturas, juguetes y utensilios de cocina, que a su vez incluyen a los molinillos, una especie de batidor usado para crear espuma en el chocolate caliente.

### Textiles
Los textiles son hechos principalmente de algodón. Las piezas con bordados y dibujos pueden ser encontradas en varias partes del estado, incluyendo Lagos, San Juan de los Lagos y Encarnación de Díaz. Aunque la especie más común de sarape mexicano se encuentra asociada con la ciudad de Saltillo, Coahuila, el estado de Jalisco se ha proclamado como el inventor. Encarnación de Díaz ha reclamado la autoría del sarape de Saltillo, junto a Teocaltiche, quien asegura que se ha manufacturado desde el siglo XVII y ha buscado obtener la denominación de origen. En realidad, las versiones genuinas de este sarape son difíciles de hacer, dado que requieren material crudo, fino y una técnica de tejeduría delicada. Otros estilos de sarapes hechos en el estado incluyen los de lana fabricada en Ajijic, aquellos hechas en Jocotepec y un estilo llamado jorongo en Talpa. Otras vestimentas artesanales incluyen los rebozos de seda, fajas, playeras y delantales llamados chincuetes o tilmas, especialmente en Tlaquepaque, Tonalá, Lagos de Moreno, Tuxpan y la costa del Lago de Chapala. Los Huicholes en el norte del estado son notorios por sus bordados.

### Otros

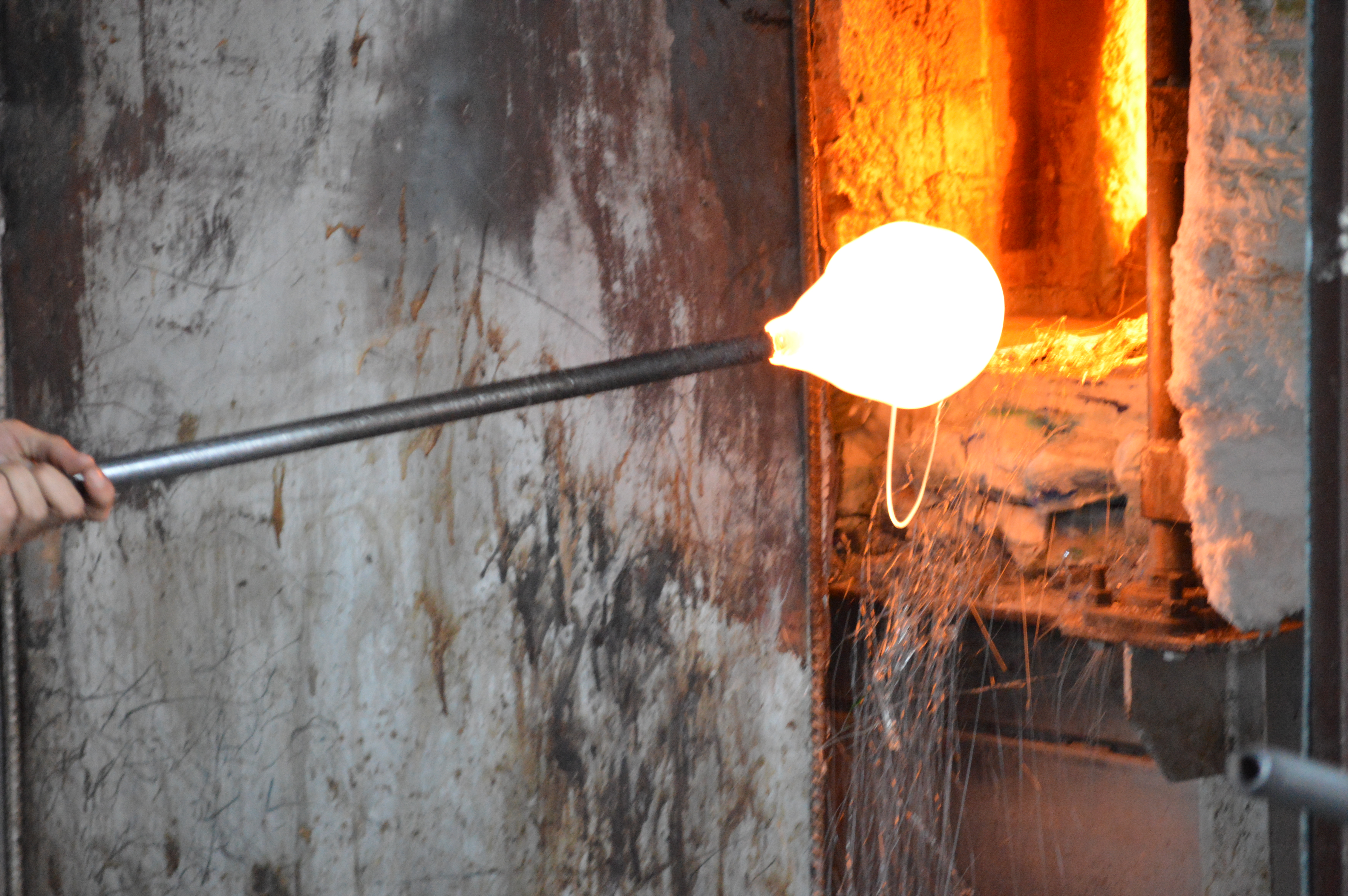
Vidrio al fuego para ser soplado como Crista-color en Tonalá.

El Vidrio soplado ha sido una industria importante en el estado desde principios del siglo XX, especialmente en Tonalá y Tlaquepaque. Inicialmente, éste fue desarrollado para crear botes en la industria del tequila. Desde entonces, ha sido desarrollado en la fabricación de varios objetos decorativos y utilitarios, usando una gran variedad de técnicas. Los colores tradiciones para las piezas de vidrio incluyen el azul cobalto, ametista y verde. El vidrio soplado permanece fiel a las formas tradicionales, así como a la división de labor, con talleres de aprendices y trabajadores bajo el cuidado de un artesano maestro. Por otra parte, configuraciones más modernas han entrado en juego desde la mitad del siglo XX, cuando el catalán, que se estableció en México, Jaime Camarasa comenzó a manufacturar prismas de vidrio para artículos fijos de iluminación y lámparas en Tlaquepaque. Él también hace piezas ornamentales y utilitarias de cristal, que incluyen piezas rojas particularmente valiosas.

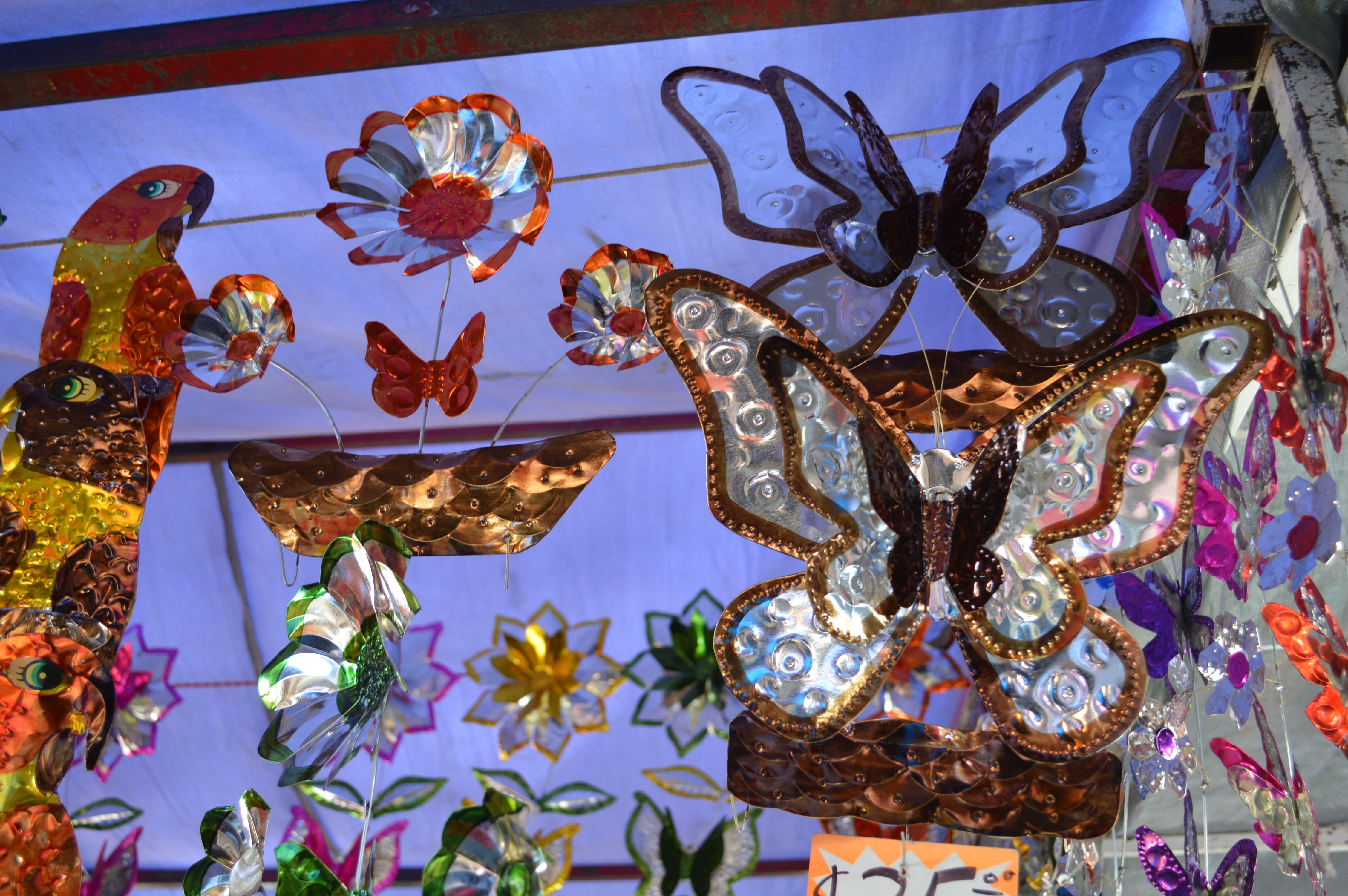
Objetos de estaño en Tonalá.

Los metales incluyen al acero, oro, estaño, cobre y plata para crear objetos finos y de uso común. El estaño es trabajado desde las hojas para crear objetos decorativos tales como marcos para espejos y adornos navideños. El acero forjado es principalmente elaborado en Guadalajara y en Sayula, donde se elaboran cuchillos, hojas, y machetes, siendo el último casa del Museo del Cuchillo. La plata es trabajada como joyería (aretes, collares, brazaletes, anillos, etc.) en Guadalajara, el cual es uno de centros principales de México para este tipo de trabajo. El estaño es convertido en tazones, platos, marcos y más.
Parte de la región Huichol yace en Jalisco, y las artesanías asociadas con este grupo étnico se encuentran en el estado. Originalmente, éstas eran votivas en su naturaleza pero un número de técnicas han sido adaptadas para hacer objetos comerciales. Estas incluyen pinturas con hilos y la fabricación de los "Ojos de Dios", así como piezas decoradas con cuentas finas. Estas piezas comerciales abarcan desde aquellas con imágenes tradicionales hasta aquellas que incorporan motivos más modernos. Bolaños patrocinó la creación de una escultura de un venado de siete metros cubierta con cuentas del estilo Huichol.
Dado que Jalisco es notable por los charros, el trabajo de la piel y la técnica decorativa llamada piteado son importantes. La piel es producida del ganado y la piel de borrego, y formada en cinturones, botas, huaraches, (especialmente en Concepción de Buenos Aires) otros zapatos, bolsas, látigos, sillas de montar, etc. Muchas de estas piezas son decoradas con piteado, una especie de bordado que utiliza fibra ixtle dura. El pueblo de Colotlán es particularmente notorio por su piteado.
Los trabajos en piedra son principalmente hechos en piedra rosa (cantera) en la región de Los Altos. En esta región, muchos de los edificios públicos, como iglesias, tienen elementos decorativos tales como columnas, fuentes y más hecho con este tipo de piedra. También es utilizada para la elaboración de tablas, muebles, figuras religiosas y más.
La cestería es hecha en la región del Lago de Chapala, en donde el lago es aún una fuente de caña y junco. Otros materiales usados incluyen ramas de mimbre y frondas de palmas para hacer canastas, esteras, sombreros, cuerdas, entre otros. Los pueblos notorios por este tipo de trabajo incluyen a Jocotepec, Encarnación de Díaz, Usmajac Gómez Farías, Zapotitlán, Tecolotlán, Cuquío, Zapotlán, Barra de Navidad y San Miguel Cuyutlán.
Las máscaras son hechas en varias partes del estado y a través de diversos materiales, tradicionalmente conectados con las danzas ceremoniales como las de los mecos o apaches en Los Altos, los tastoanes en Santa Cruz de las Huertas (Tonalá), los diablos en Cajititlán, el águila real en Zapopan, los matachines en el norte del estado y los paixtles en Zapotlán el Grande y Tuxpan.
Otras artesanías incluyen a la cartonería (piñatas, máscaras y objetos decorativos) hechas en varias locaciones, juguetes hechos en Santa Ana Acatlán, miniaturas hechas en Tlaquepaque y objetos hechos de hojas de maíz en Acatlán de Juárez.

## Centros artesanales
La mayoría de las artesanías del estado son producidas en el Valle de Atemajac, dentro y alrededor de la capital del estado. Estas incluyen a Tlaquepaque, Tonalá, Tateposco, San Antonio de las Huertas, El Rosario y Santa Cruz. Cada uno tiene sus propias especialidades y diseños. Los dos centros principales de producción son Tlaquepaque y Tonalá, los cuales hacen varios tipos de cerámica a fuego alto y bajo, bienes de aluminio, vestimenta, artículos de piel, metales como el estaño, acero, bronce, cobre, piedra, mimbre, madera, cartonería, fuegos artificiales, vidrio soplado, vidrio tallado y yeso. La principal tradición es la cerámica, tanto en su forma barnizada como la no barnizada, incluyendo figuras esculpidas, que incluyen aquellas hechas para nacimientos navideños o de figuras públicas como presidentes mexicanos. Una familia particularmente destacada por sus figuras es la Panduro, misma que ha hecho esto por varias generaciones. Estos pueblos no solo son productores, también son los principales puntos de venta para las artesanías del estado entero, especialmente con las mercancías más finas. Tonalá es casa del Museo Nacional de Cerámica, el cual fue establecido por Jorge Wilmot.
La joyería de Plata se lleva a cabo principalmente en Guadalajara, el cual es uno de los centros más importantes para este tipo de trabajo.
Fuera de esta área, el pueblo de Sayula se especializa en la cerámica de mayólica, una tradición que ha sido revivida. El pueblo de Talpa es casa de una tradición local de hacer imágenes religiosas y piezas ornamentales tales como las cestas de flores y flores con la sustancia de goma de mascar llamada "chicle". Mientras que son muy coloridas, éstas también se degradan rápidamente. La mayoría son compradas cada año durante una fiesta de la Virgen María celebrada en el pueblo.

## Artesanos Destacados
- Jorge Wilmot
- Ángel Santos Juárez
- Jesús José Bernabé Campechano
- Roció Chávez Márquez.
- Jorge Lemus Ravelero.
- Zenón Martínez García
- Salvador Vázquez Carmona
- Florentino Jimón Barba
- Nicasio Pajarito González
- Osca Alejandro Torres Aguilar
- Agustín Parra
- Paco Padilla
- Rodo Padilla